# Донецький державний технікум економіки і хімічних технологій
Доне́цький держа́вний те́хнікум еконо́міки та хімі́чних техноло́гій (ДДТЕХТ) — навчальний заклад I рівня акредитації. Технікум розташований за адресою: 83055, м. Донецьк, вул. Щорса, 97.

## Історія

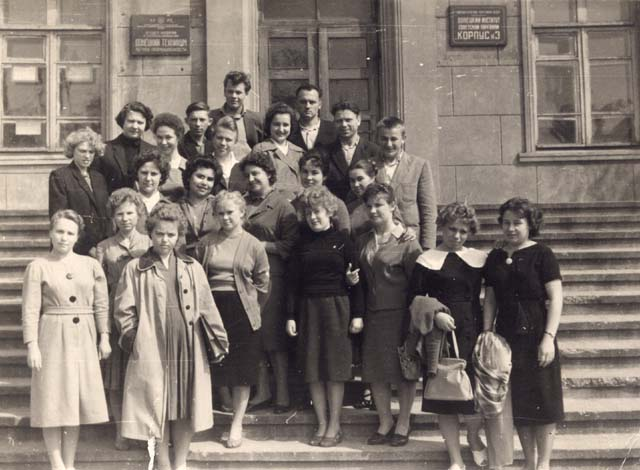
Перший випуск технікуму

Свою історію технікум відраховує від 2 січня 1959 року — саме в цей день був підписаний наказ про створення Донецького заочного хіміко-технологічного технікуму.
Спочатку в технікумі працювало вечірнє та заочне відділення. Щоб стати його студентами, необхідно було мати певний статус: стаж роботи за фахом не менше трьох років, рекомендацію або направлення від підприємства, яке давали далеко не всім. Саме тому контингент студентів був достатньо «солідним» — в технікумі вчилися начальники цехів, головні бухгалтера підприємств.
В 1997 році в технікумі відкрито денне відділення, перший випуск якого був здійснений 1999 року.
З 2001 року навчальний заклад носить назву Донецький державний технікум економіки та хімічних технологій.

## Спеціальності
- Аналітичний контроль якості хімічних сполук: термін навчання — 2 року 10 місяців: форма навчання — денна та заочна
- Економіка підприємства: термін навчання — 1 року 10 місяців: форма навчання — денна та заочна
- Бухгалтерський облік: термін навчання — 1 року 10 місяців: форма навчання — денна та заочна
- Організація виробництва (менеджмент): термін навчання — 2 року 6 місяців: форма навчання — денна та заочна
- Обслуговування та ремонт обладнання підприємств хімічної та нафтогазопереробної промисловості: термін навчання — 2 року 10 місяців: форма навчання — денна та заочна
- Виготовлення виробів та покриттів із полімерних матеріалів: термін навчання — 2 року 10 місяців: форма навчання — заочна
- Монтаж та обслуговування засобів та систем автоматизації технологічного виробництва: термін навчання — 2 року 10 місяців: форма навчання — заочна

## Офіційний сайт
- Офіційний сайт Донецького державного технікуму економіки та хімічних технологій [Архівовано 17 червня 2021 у Wayback Machine.]